# Lista dos campeões mundiais de boxe atuais
Esta é uma lista dos campeões mundiais de boxe atuais, que são reconhecidos pelas 4 principais organizações de boxe profissional e, posteriormente, da revista The Ring. A Associação Mundial de Boxe WBA (em inglês), em certas ocasiões, pode reconhecer mais de um campeão por divisão, isso ocorre quando um campeão da WBA unifica o seu título com o título do Conselho Mundial de Boxe (WBC), Federação Internacional de Boxe (IBF) ou Organização Mundial de Boxe (WBO), sendo declarado campeão unificado, supercampeão ou campeão incontestável. Um boxeador que tenha conquistado vários títulos na carreira em outras organizações ou na própria WBA também será promovido a "Supercampeão" caso conquiste o cinturão da WBA, deixando então o título "Regular" vago para outros contenders.

## Atuais campeões
Atualizado em 4 de março de 2025.
| Categoria de peso                     | AMB (WBA)                                                  | CMB (WBC)                                    | FIB (IBF)           | OMB (WBO)                               | The Ring         |
| ------------------------------------- | ---------------------------------------------------------- | -------------------------------------------- | ------------------- | --------------------------------------- | ---------------- |
| Peso-pesado + de 101,6 kg (+224 lb)   | Oleksandr Usyk (supercampeão) Kubrat Pulev (regular)       | Oleksandr Usyk Agit Kabayel                  | Daniel Dubois       | Oleksandr Usyk Joseph Parker (interino) | Oleksandr Usyk   |
| Peso Ponte até 101,6 kg (224 lb)      | Muslim Gadzhimagomedov                                     | Kevin Lerena                                 | Não existe          | Não existe                              | Não existe       |
| Cruzador até 90,7 kg (200 lb)         | Gilberto Ramírez                                           | Noel Mikaelian                               | Jai Opetania        | Gilberto Ramírez                        | Jai Opetania     |
| Meio-Pesado até 79,4 kg (175 lb)      | Dmitry Bivol (supercampeão) David Benavidez (regular)      | Dmitry Bivol David Benavidez (interino)      | Dmitry Bivol        | Dmitry Bivol Callum Smith(interino)     | Dmitry Bivol     |
| Super Médio até 76,2 kg (168 lb)      | Saúl Álvarez (supercampeão)                                | Saúl Álvarez                                 | William Scull       | Saúl Álvarez                            | Saúl Álvarez     |
| Peso Médio até 72,6 kg (160 lb)       | Erislandy Lara                                             | Carlos Adames                                | Janibek Alimkhanuly | Janibek Alimkhanuly                     | Vago             |
| Super Meio-Médio até 69,9 kg (154 lb) | Terrence Crawford Yoenis Tellez (interino)                 | Sebastian Fundora Vergil Ortiz Jr.(interino) | Bakhram Murtazaliev | Sebastian Fundora Terrence Crawford     | Vago             |
| Meio-Médio, até 66,7 kg (147 lb)      | Elimantas Stanionis                                        | Mario Barrios                                | Jaron Ennis         | Brian Norman Jr                         | Vago             |
| Super Leve até 63,5 kg (140 lb)       | Gary Antuanne Russell                                      | Alberto Puello                               | Richardson Hitchins | Teofimo Lopez                           | Teofimo Lopez    |
| Peso Leve até 61,2 kg (135 lb)        | Gervonta Davis                                             | Shakur Stevenson                             | Vasyl Lomachenko    | Keyshawn Davis                          | Vago             |
| Super Pena até 59,0 kg (130 lb)       | Lamont Roach Jr. Albert Batyrgaziev (interino)             | O'Shaquie Foster                             | Vago                | Emanuel Navarrete                       | Vago             |
| Peso Pena até 57,2 kg (126 lb)        | Nick Ball                                                  | Stephen Fulton                               | Angelo Leo          | Rafael Espinoza                         | Vago             |
| Super Galo, até 55,3 kg (122 lb)      | Naoya Inoue (supercampeão) Murodjon Akhmadaliev (interino) | Naoya Inoue                                  | Naoya Inoue         | Naoya Inoue                             | Naoya Inoue      |
| Peso Galo, até 53,5 kg (118 lb)       | Seiya Tsutsumi Antonio Vargas (interino)                   | Junto Nakatami                               | Ryosuke Nishida     | Yoshiki Takei                           | Vago             |
| Supermosca até 52,2 kg (115 lb)       | Fernando Martínez David Jiménez (interino)                 | Jesse Rodríguez                              | Vago                | Phumelele Cafu                          | Jesse Rodriíguez |
| Peso Mosca até 50,8 kg (112 lb)       | Kenshiro Teraji                                            | Kenshiro Teraji Galal Yafai (interino)       | Masamichi Yabuki    | Anthony Olascuaga                       | Vago             |
| Mosca Ligeiro, até 49,0 kg (108 lb)   | Erick Rosa                                                 | Panya Pradabsri                              | Masamichi Yabuki    | Rene Santiago                           | Vago             |
| Peso mínimo, até 47,6 kg (105 lb)     | Oscar Collazo                                              | Melvin Jerusalem                             | Pedro Taduran       | Oscar Collazo                           | Oscar Collazo    |